# یاکسنی یوریکوئین گارسیا
یاکسنی یوریکوئین گارسیا (انگلیسی: Yaxeni Oriquen-Garcia) بدنساز اهل آمریکا است.